# Willi Scheu
Willi Scheu (* 24. Dezember 1910 in Gonsenheim; † 13. April 1998 ebenda) war ein deutscher Zahnarzt und Mainzer Fastnachter.

## Leben
Scheu studierte an der Hessischen Ludwigs-Universität Zahnmedizin. 1931 wurde er im Corps Hassia Gießen recipiert. Nach der Promotion zum Dr. med. dent. ließ er sich als Zahnarzt erst in Mainz und dann in Wiesbaden nieder. Dort war er 1951 einer der Gründer des Heimatvereins von Wiesbaden-Sonnenberg.
Scheu war Mitglied des Mainzer Carneval-Vereins (MCV). Bekannt wurde er in der Nachkriegszeit in Deutschland als Darsteller des Bajazz mit der Laterne, eines Bajazzo, der schnell zum Symbol der Mainzer Fastnacht wurde. Im Jahre 1963 wurde er als erster Preisträger mit dem Narrenbrunnenpreis von Ettlingen ausgezeichnet. Die Wochenzeitung Die Zeit bezeichnete Scheu in seiner Rolle als scharfzüngig politisierender Bajazz als die ausgeprägteste Figur in der eigens für das ARD-Fernsehen zusammengefügten Gemeinschaftssitzung Mainz bleibt Mainz, wie es singt und lacht. Der Deutsche Gewerkschaftsbund kritisierte Scheus antigewerkschaftliche Ausführungen als „Flegelei“. Der Spiegel schrieb 1998 in seinem Nachruf: „Der Witz des Büttenredners gehörte zum Dumpfsten, was organisierter deutscher Humor zustande bringt.“
Scheu war Vater des Sportreporters Hans-Reinhard Scheu.

## Werke
- Der Zahnarzt als Gutachter in der reichsgesetzlichen Unfallversicherung, Gelnhausen 1936.
- Der Mainzer Bajazz spricht – Die gesammelten Vorträge des „Mainzer Bajazz“ aus den Sitzungen des Mainzer Carneval-Vereins (MCV). Mainz 1961.